# Lophuromys eisentrauti
Lophuromys eisentrauti är en gnagare i släktet borstpälsade möss som förekommer i Kamerun.
Denna gnagare blir cirka 94 mm lång (huvud och bål), har en 53 mm lång svans och 19 mm långa bakfötter. Kanske var de uppmäta individerna inte vuxna än. Artens päls på ovansidan är mjukare än hos andra släktmedlemmar. Pälsfärgen är rödbrun på ryggen och rödaktig vid buken. Även svansen har en ljusare undersida.
Arten hittades vid berget Lefo i nordvästra Kamerun vid 2550 meter över havet. Området var täckt av fuktig bergsskog. Undervegetationen bildades av mossa, lavar, ormbunkar och lummerväxter.
I regionen pågår skogsavverkningar för att etablera jordbruksmark. IUCN listar Lophuromys eisentrauti som starkt hotad (EN).